# Шпигоцький Опанас Григорович
Опана́с Григо́рович Шпиго́цький  — український письменник першої половини 19 століття, син дрібного поміщика родом із Полтави.

## Життєпис
Народився 6 липня 1809 року у Полтаві, у родині дрібного поміщика. Освіту здобув у приватному пансіоні Коваленка. 
Навчався з 1826 року в Харківському університеті, де належав до гуртка романтиків. Дослідник українського фольклору.
Друкуватися почав у 1830 році в журналах «Вестник Европы» (опублікував дві поезії), «Украинский альманах» (ще дві поезії, 1830), «Дамский журнал» (дві поезії, 1831). Автор «Малоросійської балади» та перекладу на українську уривків з «Полтави» Олександра Пушкіна, друкованих в «Украінском альманахе» (1831), у першій половині 1830-х також перекладав поезії Сапфо й Адама Міцкевича. Російською мовою переклав «Конрада Валленрода» Адама Міцкевича.
Пізніше він працював коректором у друкарні Московського університету, а з 1843 року був на державній службі. Служив у Санкт-Петербурзі в департаменті зовнішньої торгівлі. Літературну діяльність в цей час він повністю полишив, натомість цікавим виглядає його проект підводного човна (1856 рік).
Помер Опанас Шпигоцький 18 грудня 1889 у Петербурзі, похований на Митрофанівському цвинтарі. Портрети його невідомі.

## Творча спадщина
Оригінальна творча спадщина за обсягом невелика - це дві поезії та "Малоросійська балада" і "Марія" (переклад уривку поеми "Полтава") українською мовою та дві поезії російською мовою - "Малоросійська мелодія" та "Малоросійський романс". Усі оригінальні твори опубліковані разом у книзі «Українські поети-романтики».